# Stiftervilla

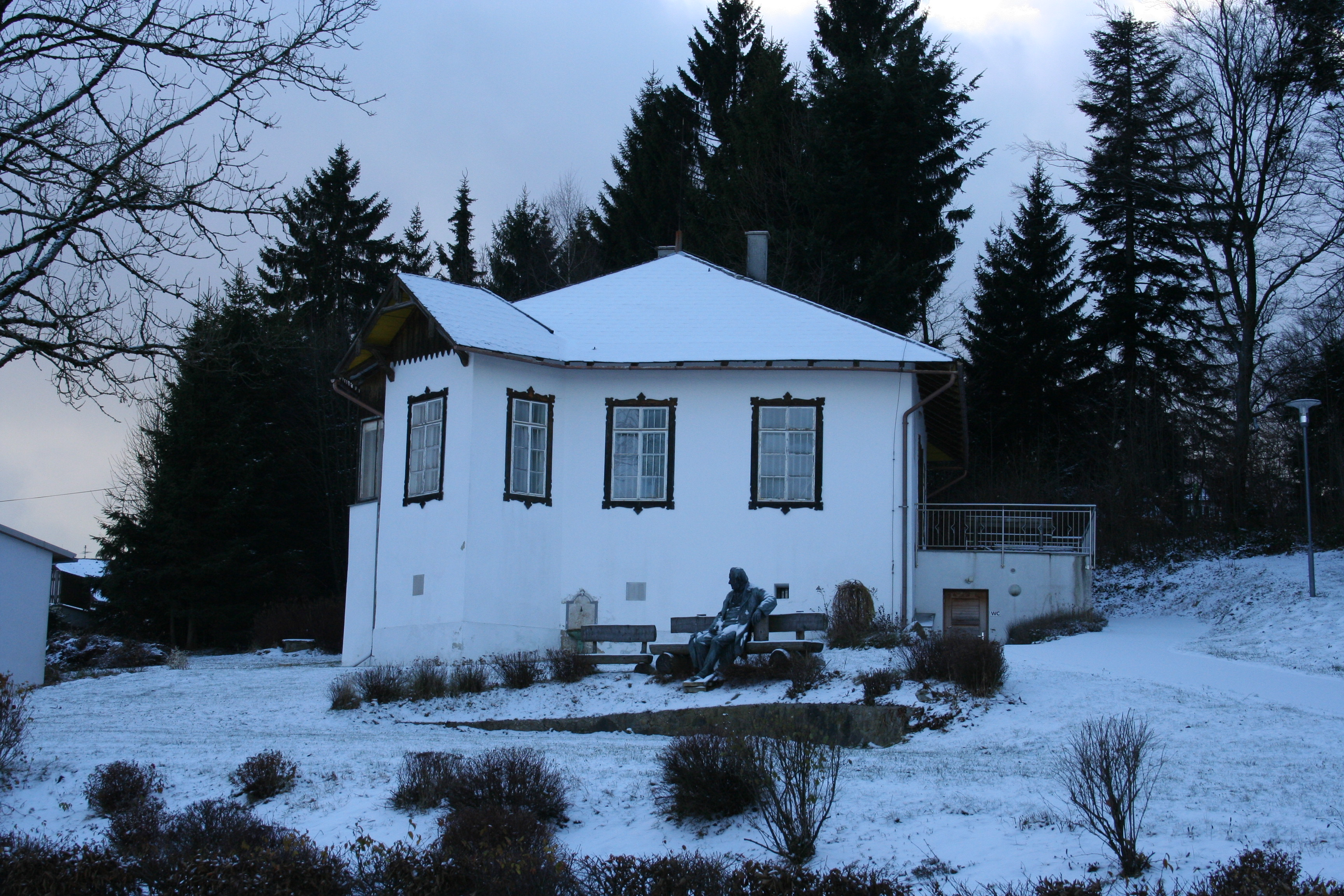
Die Stiftervilla (2013)

Die Stiftervilla ist eine 1861 durch den Architekten Johann Metz erbaute denkmalgeschützte Villa (Listeneintrag) in Kirchschlag bei Linz in Oberösterreich. Sie trägt den Namen des Dichters Adalbert Stifter, der hier zeitweilig zur Erholung und Kur zu Gast war.

## Geschichte
Von 1848 bis zu seinem Tod 1868 wohnte Adalbert Stifter im Haus Untere Donaulände Nr. 6, dem heutigen Stifterhaus, das von Baumeister Johann Metz 1844 errichtet worden war. Metz war es auch, der im immer beliebteren Erholungsort Kirchschlag die ersten bürgerlichen Landhäuser errichtete. Nachdem er im Jahr 1858 am Südrand des Rudolfswaldes das Haus Kirchschlag Nr. 25 errichtet hatte, baute er im Jahr 1861 am Südrand des Schauerwaldes eine zweite Villa, die obere oder auch kleine Metz-Villa auf Nr. 27 (im geographisch statt chronologisch durchnummerierten Ort nunmehr Kirchschlag 38). Bei seinen Kirchschlag-Aufenthalten in seinen letzten Lebensjahren war Adalbert Stifter oft Gast bei seinem Freund Metz, daher jetzt der Namensbezug zur Villa. 1873 verkaufte Metz die Villa an Camillo Starhemberg, weshalb des Starhemberger Wappen an der südlichen Fassade des Hauses angebracht wurde. 1917 kam die Villa in den Besitz einer Linzer Familie.
2004 erwarb die Gemeinde Kirchschlag den Bau samt zugehörigem Grund und nutzte ihn anlässlich Stifters 200. Geburtstag als Veranstaltungsort. 2005 wurde auch Stifters Bronzeguss vom Stifterdenkmal in Linz nach Kirchschlag verliehen, und eine Kopie des Gusses sitzt seither auf einer Bank vor der Stiftervilla in Kirchschlag. Nach Auftreten des Hausschwammes wurde die Villa von den Architekten Josef Ullmann und Christoph Weidinger generalsaniert. 150 Jahre nach Stifters Ableben wurde das multifunktionelle Kulturzentrum am 24. Juni 2018 feierlich eröffnet, wobei Schauspieler Thomas Kasten Stifters Winterbriefe aus Kirchschlag auszugsweise las.